# Charles Ronot

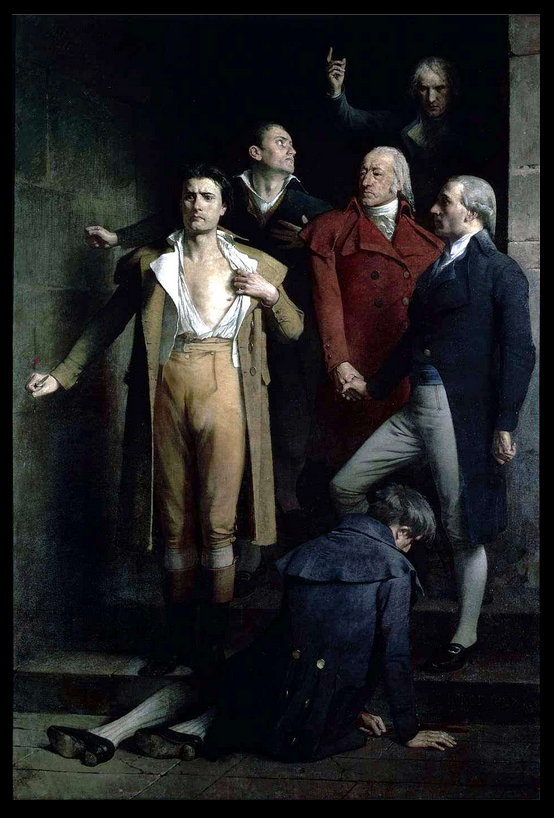
Les Derniers Montagnards. Les martyrs de prairial (1882), Vizille, musée de la Révolution française.

Charles Ronot, né à Belan-sur-Ource le 28 mai 1820 et mort à Dijon le 18 janvier 1895, est un peintre français.

## Biographie
Après des études au collège de Châtillon, Charles Ronot étudie le droit à Paris et Dijon mais préfère la carrière de peintre à celle d'avoué. 
Élève d'Auguste-Barthélemy Glaize, il devient professeur de peinture à Châtillon, inspecteur de l'enseignement des beaux-arts à Dijon (1878) puis directeur de l'école des beaux-arts de Dijon (1880). 
Peintre essentiellement de scènes historiques, il participe aux salons parisiens à partir de 1857. 
Il devient membre de l'Institut de France le 5 mars 1887. Il meurt à Dijon le 21 janvier 1895.

## Écrit
- Pro socio en droit romain : de la saisie-arrêt ou opposition en droit français, thèse de droit, 1842.

## Œuvres dans les collections publiques
- Beaune, musée des beaux-arts :
  - Georges Chastelain écrivain ses chroniques ;
  - La Noce bourguignonne.
- Dijon :
  - musée des beaux-arts :
    - Vue de Dijon le soir, 1886, huile sur toile.

  - musée Magnin :
    - L'Orgie[1] ;
    - Portrait de M. Joseph Magnin, gouverneur de la Banque de France.

  - musée de la vie bourguignonne Perrin de Puycousin :
    - Alexandrine la petite vachère, 1879 ;
    - Les Porteuses de fagots, 1879.
- Gray, musée Baron-Martin : L'Homme de Platon, 1883, huile sur toile, 225 × 265 cm.
- Paris, musée du Louvre :
  - Couple misérable, assis, de face[2] ;
  - Homme coiffé d'un feutre, vu de face, le visage hilare[3].
- Roanne, musée des beaux-arts et d'archéologie Joseph-Déchelette : Mendiants, 1890.
- Troyes, musée Saint-Loup : Les Aumônes de sainte Élisabeth de Hongrie.
- Vernon, musée Alphonse-Georges-Poulain : Les Lions, 1883.
- Vizille, Musée de la Révolution française : Les Derniers Montagnards, 1882[4]

## Hommage
- Une rue de Dijon et une rue de Châtillon-sur-Seine portent son nom.